# J.O.B. Records
J.O.B. Records war ein US-amerikanisches Blues und Rhythm-and-Blues-Musiklabel, das 1949 gegründet wurde und bis 1972 bestand.
Das Label J.O.B. ging aus dem kurzlebigen Label Opera Records hervor, das 1947/1948 bestand und von James Burke Oden, der als „St. Louis Jimmy“ Oden auftrat, und Joe Brown gegründet wurde. Das Unternehmen hatte seinen Sitz in der Southside, 4008 South Ellis Avenue. Für das Opera-Label nahmen Brown eine Mischung aus Musik von Club-Pianisten, Jazz-Combos und ländlichen Bluesmusikern auf; auch das spätere JOB-Label konzentrierte sich Anfang der 50er auf den Südstaaten-Blues.
Bei Opera erschienen Aufnahmen von Byllye Williams, St. Louis Jimmy mit Roosevelt Sykes, Sunnyland Slim (der hier aus Kontraktgründen unter dem Pseudonym „Delta Joe“ aufnahm) und King Kolax mit seiner Band, sowie die R&B-Band der Zwillinge Ray „Bill“ und Roy „Buck“ Douglas. Im Oktober 1948 verkaufte Joe Brown sechs Masterbänder an Savoy Records, wahrscheinlich alle Aufnahmen von Byllye Williams.
Für das J.O.B.-Label nahmen Brown und Burke Oden Künstler des Südstaaten-Blues und städtischen R&B auf. Einen Hit hatte das Label 1952 mit „Five Long Years“ von Eddie Boyd einen Nummer-1-Hit in den R&B-Charts. Bereits 1950 verließ Oden das Unternehmen; Brown führte es mit mehreren Partnern weiter. 1953 arbeitete J.O.B. zeitweise mit Chance Records zusammen. Bis zum Ende des Labels entstanden dann nur noch wenige Aufnahmen. Im Jahr 1972 verkaufte Joe Brown das Label an Jewel Records; die letzte Single erschien 1974.
Bei JOB wurden Aufnahmen von Künstlern wie Willie Cobbs, Floyd Jones, King Kolax, J. B. Lenoir ('J. B. Lenore', sic), Johnny Shines, Sunnyland Slim, Snooky Pryor, John Brim, Memphis Minnie, Robert Lockwood, Jr., Earl N. Pugh und Eddie King veröffentlicht. Eine Kompilation von 54 JOB-Bluesstücken wurde 2001 unter dem Titel Rough Treatment: The J.O.B. Records Story auf dem britischen Label Westside (WESD 233) veröffentlicht.
1950 gab es in Louisiana ein gleichnamiges Label, das aber mit dem in Chicago beheimateten Label nichts zu tun hat.